# Гиль, Яаков (раввин)
Яаков Гиль (ивр. יעקב גיל‎, при рождении Лифшиц  — ивр. ליפשיץ‎; род. 1908 год, Тверия, Османская Палестина — 20 октября 1990 года, Израиль) — израильский раввин и политик, депутат кнессета 1-го созыва от Партии общих сионистов.

## Биография
Яаков Гиль родился в 1908 году в городе Тверия, которая тогда находилась под властью Османской империи (ныне Израиль). В своём родном городе учился в иешиве «Ор Тора», а затем в иерусалимской иешиве «Эц-Хаим». Получил звание раввина, работал по специальности в Иерусалиме.
Возглавлял иешиву «Оэль Яаков и дегель ха-Тора» между 1931 и 1933 годах. Затем два года он являлся раввином еврейского поселения Нес-Циона. Гиль был активистом религиозно-сионистского движения Мизрахи.
Работал редактором еженедельного издания «ха-Есод» (ивр. היסוד‎) в 1935-1937 годах. В разное время публиковал статьи в нескольких изданиях, в том числе в «Доар ха-Йом», «Га-Арец», «Давар», «ха-Бокер» и ха-Машкиф.
После окончания Второй мировой войны Яаков Гиль работал с уцелевшими после Холокоста еврейскими беженцами. Будучи членом Партии общих сионистов был избран в кнессет 1-го созыва, работал в комиссии по услугам населению и комиссии по труду. Более в кнессет не избирался.
Скончался 20 октября 1990 года в возрасте восьмидесяти двух лет, в Израиле.